# Dub v Klánovicích (Malšovická)
Dub v Klánovicích je památný dub letní, který roste v pražské městské části Klánovice. Byl vyhlášen 29. července 1998 a k tomuto datu měl výšku 24 metrů a průměr kmenu 343 centimetrů.

## Lokace
Tento strom roste v Malšovické ulici na parcele číslo 677, která je zahradou domu s popisným číslem 218.

## Významné stromy v okolí
- Dub v Klánovicích (Smiřická)
- Lípa republiky v ulici Ke Kostelíčku